# Kalabagh

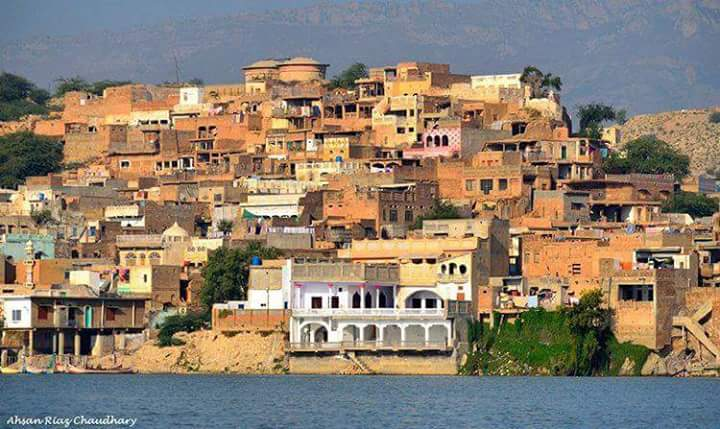
Kalabagh

Kalabagh (en ourdou : کالا باغ) est une ville pakistanaise située dans le district de Mianwali, dans le nord de la province du Pendjab. C'est la septième plus grande ville du district. Elle est située à près de quarante kilomètres au nord de Mianwali.
La population de la ville a été multipliée par moins de deux entre 1972 et 2017 selon les recensements officiels, passant de 13 018 habitants à 22 986. Entre 1998 et 2017, la croissance annuelle moyenne s'affiche à 2,4 %, semblable à la moyenne nationale. Selon le recensement de 2023, la population de la ville monte à 27 916 habitants.
|            | 1972 (rec.) | 1981 (rec.) | 1998 (rec.) | 2017 (rec.) | 2023 (rec.) |
| ---------- | ----------- | ----------- | ----------- | ----------- | ----------- |
| Population | 13 018      | 10 598      | 14 589      | 22 986      | 27 916      |